# رقابت کاپتی-پلانتاژنه
رقابت کاپتی و پلانتاژنه مجموعه‌ای از درگیری‌ها و منازعات بود که یک دوره ۱۰۰ ساله (۱۱۵۹–۱۲۵۹) را در بر می‌گرفت که طی آن دودمان کاپتی، حاکمان پادشاهی فرانسه، با دودمان پلانتاژنه (همچنین به عنوان خاندان آنژو شناخته می‌شود)، حاکمان پادشاهی انگلستان جنگید تا قدرت رو به رشد امپراتوری آنژوین تحت کنترل دودمان پلانتاژنه را سرکوب کند. برخی از مورخان از این سلسله رویدادها به عنوان «جنگ صد ساله اول» یاد می‌کنند.
دارایی‌های قاره‌ای پادشاهان انگلستان مهم‌تر از دارایی‌های جزیره‌ای آن‌ها تلقی می‌شدند و منطقه‌ای به‌طور قابل توجهی بزرگتر از قلمروهای تحت کنترل پادشاهان فرانسه که، با این حال، اربابهای سابق را پوشش می‌دهند. این درگیری از ۱۱۵۹، عمدتاً فرانسوی بود زیرا:
- هر دو سلسله فرانسوی بودند
- اشراف‌زادگانی که ارتش انگلیس را تشکیل می‌دادند اساساً فرانسوی الاصل بودند و تعدادی خارجی نیز در آن حضور داشتند
- سربازان پیاده پادشاه انگلیس سربازان محلی در فرانسه بودند (آنژو، گوین، نورماندی، بریتانی و غیره)

رقابت بین دو سلسله و جنگ‌های متعددی که به همراه آن به وجود آمد، منجر به «فتح مجدد» تدریجی بیشتر قلمروی خود توسط کاپتی‌ها شد. در واقع، در حالی که حاکمیت آنها بسیار فراتر از قلمرو کوچک ایل-دو-فرانس بود، قدرت واقعی آنها بر بسیاری از دست‌نشاندگان خود ضعیف بود. پس از پایان یافتن درگیری با پیمان پاریس در سال ۱۲۵۹، پادشاهان انگلیس، از طریق اندک دارایی‌های باقیمانده خود در این قاره، تا زمان پیمان برتینی در سال ۱۳۶۰، دست نشاندگان پادشاهان فرانسه باقی ماندند.